# برنارد جاي ليتشنر
برنارد جاي ليتشنر (بالإنجليزية: Bernard J. Lechner)‏ هو مخترع ومهندس أمريكي، ولد في 25 يناير 1932 في نيويورك في الولايات المتحدة، وتوفي في 11 أبريل 2014.